# Штыров, Анатолий Тихонович
Анатолий Тихонович Штыров (6 марта 1929 года — 26 января 2014 года) — военно-морской деятель, контр-адмирал, писатель-маринист.
Отец Вячеслава Анатольевича Штырова — президента Республики Саха (Якутия) в 2002—2010 годах.

## Биография
Родился 6 марта 1929 года в деревне 2-я Сосновка Петровского (Жерновского) района Саратовской области в семье первого председателя Петровского Совета.
Рано потерял отца. Кроме Анатолия, в семье  было ещё  двое детей, жили очень бедно. Не имевшая никакого образования мать  работала  трепальщицей кур на местном птичнике и поденщицей на уборку помещений.
В  школе одарённого  парня заметили и, постарались сделать  так, чтобы он мог продолжить обучение. В 1944 году стараниями учителей и директора школы Анатолия удалось направить в Горьковское военно-морское подготовительное училище. В 1947 году был исключён из комсомола «за антисоветские настроения», но был прощён по возрасту. Во время обучения он самостоятельно изучил французский язык.
В ВМФ с 1947 г. Окончил Тихоокеанское высшее военно-морское училище (1947-1951). За  годы учёбы в дополнение к французскому изучил английский язык.
С 1951 года служил на подводных лодках на Камчатке 18 лет, из них 8 лет командиром ПЛ проекта 613: "С-294" (1961—1963), 613В "С-141" (1963—1966). Совершил большое число походов на боевую службу в годы «Холодной войны».
И.В. Касатонов. «Флот выходит в океан»:

В 1963 году на Тихом океане С-141 капитана 3 ранга А.Штырова (второй командир К. Шопотов), попав в полосу поиска АПУГ, также подверглась бомбометанию, но, отделавшись повреждением корпуса надстройки, от преследователей оторвалась

С 1968 года — в Разведке ВМФ, с 1970 года — один из руководящих офицеров разведки Тихоокеанского флота, первый заместитель начальника разведки ТОФ.
С 1978 года — офицер по планированию боевых операций ВМФ в системе оперативно-стратегических штабов. В общей сложности прослужил в ВМФ 41 года, из них на Дальнем Востоке — 38 (Камчатка, Совгавань, Приморье).
В феврале 1984 года по личному ходатайству Маршала Советского Союза Ахромеева С. Ф. было присвоено воинское звание контр-адмирала.
В 1985—1988 годы — заместитель начальника военно-морского управления Главного командования Юго-Западного направления.
На протяжении почти 40 лет Анатолий Тихонович сочинял стихи для себя, о чём сослуживцы не имели понятия. Множество стихов из-за неустроенности жизни потеряно. Автор книг стихов «Моряна» (Молдова), «Солёные ветры», в прозе — «Приказано соблюдать радиомолчание», «Морские бывальщины» (Москва), изданных небольшими тиражами в конце 1990-х и начале 2000-х годов.
Лауреат литературных премий им. Андрея Первозванного и «Золотой кортик», награждён Почётным знаком Севастопольского Морского собрания «Бизертский крест».
Умер в Москве 26 января 2014 года. Похоронен в Москве на кладбище Ракитки.

## Семья
Жена — геолог, проработала 35 лет на Колыме, в Якутии, в горах Сихотэ-Алиня, на Камчатке.
Сын – Вячеслав Анатольевич Штыров (род. в 1953 г.), — российский государственный деятель, Первый вице-президент Республики Саха (Якутия) и Председатель правительства Якутии (1992—1994), Президент и генеральный директор ОАО «АК АЛРОСА» (Алмазы России-Саха) (1996—2002), депутат Госсобрания Ил Тумэн РС(Я) (1997—2002), Президент Республики Саха (Якутия) (2002—2010), член Совета Федерации Федерального Собрания Российской Федерации от Республики Саха (Якутия) (2010—2018). В настоящее время Вячеслав Анатольевич занимает должность Государственного советника Главы Республики Саха (Якутия).

## Награды
Награжден двумя орденами Красной Звезды,  орденом За службу Родине в Вооружённых Силах СССР 3 степени, медалями.
- В 1992 году по приглашению ветеранских кругов (как бывший противник в «холодной войне»), был приглашён в Тайвань, где награждён нагрудным знаком «Почётный подводник ВМС Тайваня».